# Orologio dell'apocalisse

Logo dell'Orologio dell'apocalisse utilizzato poi anche come logo del Bulletin of the Atomic Scientist

Orologio dell'apocalisse (Doomsday Clock in inglese) è un'iniziativa ideata nel 1947 dagli scienziati della rivista Bulletin of the Atomic Scientists dell'Università di Chicago che consiste in un orologio metaforico che misura il pericolo di un'ipotetica fine del mondo a cui l'umanità è sottoposta.
Il pericolo viene quantificato tramite la metafora di un orologio simbolico la cui mezzanotte simboleggia la fine del mondo mentre i minuti precedenti rappresentano la distanza ipotetica da tale evento. Originariamente la mezzanotte rappresentava unicamente la guerra atomica, mentre dal 2007 considera qualsiasi evento che può infliggere danni irrevocabili all'umanità (come ad esempio i cambiamenti climatici).
Al momento della sua creazione, durante la guerra fredda, l'orologio fu impostato alle ore 23:53, sette minuti prima della mezzanotte; da allora, le lancette sono state spostate 23 volte. La massima vicinanza alla mezzanotte è stata raggiunta nel 2025, con appena 89 secondi. Precedentemente la distanza minima era stata 90 secondi, raggiunta nel 2023; la massima lontananza è stata di 17 minuti, tra il 1991 (accordi START) e il 1995.

## Storia

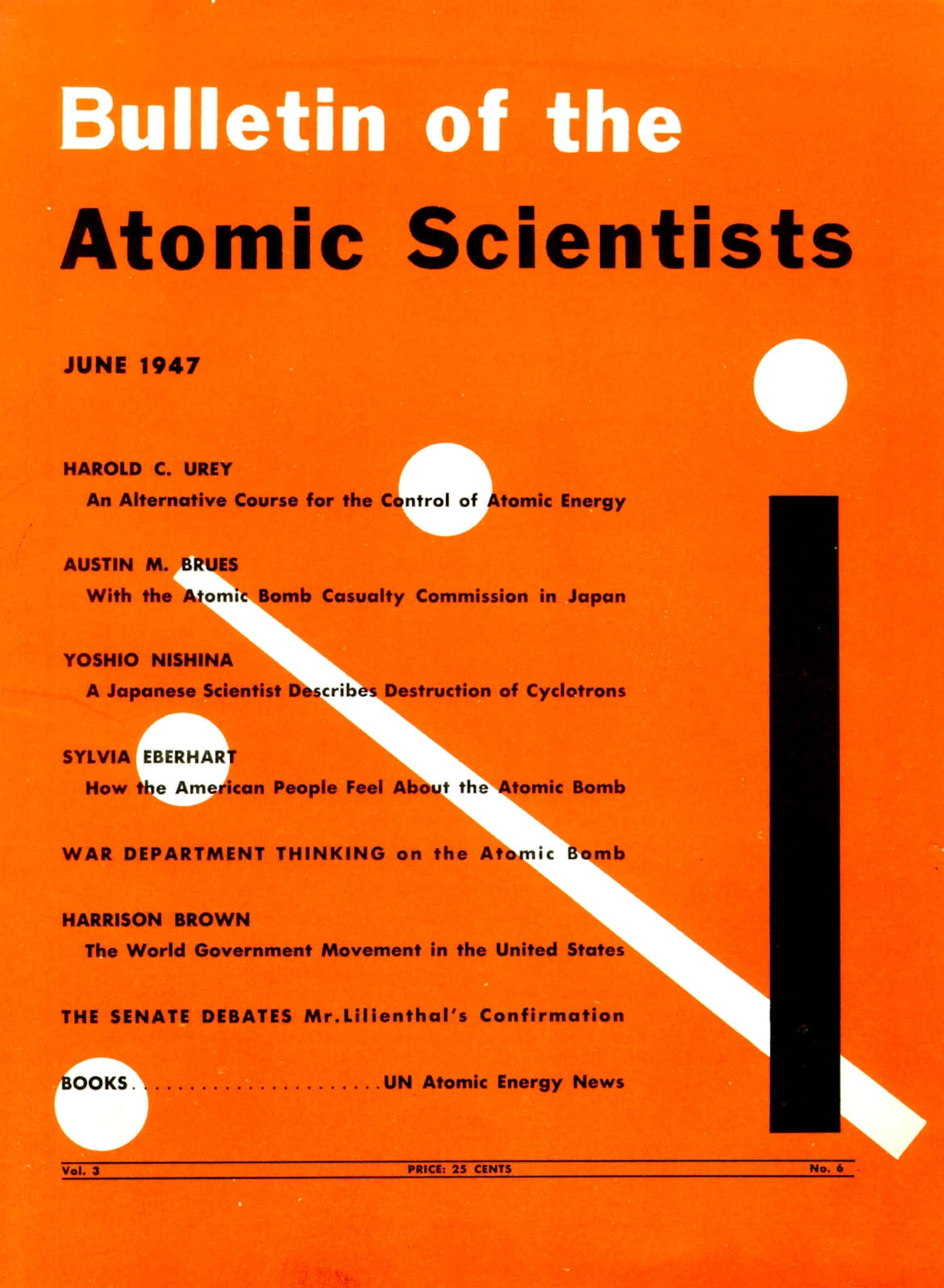
Il primo numero del Bulletin con l'Orologio in copertina.

Nel 1947, gli scienziati del Bulletin of the Atomic Scientists decisero di trasformare la propria pubblicazione ufficiale da semplice newsletter, nata due anni prima, in un periodico a cadenza mensile.
Fu così che il cofondatore della rivista Hyman Goldsmith, chiese all'artista Martyl Langsdorf (moglie del ricercatore del Progetto Manhattan Alexander Langsdorf jr.) di realizzare il disegno dell'orologio. Esso apparve per la prima volta sul numero di giugno 1947 e da lì in poi sarebbe stato sempre presente sulla copertina del Bulletin a simboleggiare l'impegno dei suoi fondatori e della comunità scientifica per informare il pubblico e i leader politici mondiali riguardo al pericolo delle armi nucleari.
Con la fine della guerra fredda e la dissoluzione della cortina di ferro i conflitti nucleari non furono più considerati come la sola minaccia per il futuro dell'umanità; a partire dal 2007, infatti, lo spostamento delle lancette è condizionato anche dai pericoli derivati dai cambiamenti climatici, dall'effetto serra, dall'inquinamento e dai nuovi sviluppi nel campo delle armi biologiche e dell'ingegneria genetica, temi sui quali il Bulletin ha iniziato a porre la sua attenzione.
Nel gennaio 2007 il designer Michael Bierut, che lavora per il Bulletin's Governing Board, ha ridisegnato l'orologio per conferirgli un aspetto più moderno.

## Spostamenti delle lancette
L'orologio non viene regolato in tempo reale rispetto agli eventi del momento; la decisione se muovere o meno l'orologio viene effettuata dallo Science and Security Board del Bulletin of the Atomic Scientists una volta all'anno, tipicamente tra la metà e la fine di gennaio. Ciò ha fatto sì che in alcuni casi non ci fosse il tempo materiale per spostare le lancette durante eventi  molto rilevanti ma dalla durata molto breve, come la crisi dei missili di Cuba che durò 13 giorni e fu resa pubblica solo a partire dal nono.

Grafico dell'orologio dell'apocalisse, 1947–2023. I punti più bassi del grafico rappresentano una maggiore probabilità di catastrofe tecnologica o ambientale, mentre i punti più alti rappresentano una probabilità inferiore, secondo il Bulletin of the Atomic Scientists.

| Anno | Minuti alla mezzanotte | Ora      | Spostamento (minuti) | Motivazione | Orologio |
| ---- | ---------------------- | -------- | -------------------- | --- | -------- |
| 1947 | 7                      | 23:53    | —                    | Impostazione iniziale dell'orologio. |          |
| 1949 | 3                      | 23:57    | −4                   | L'URSS effettua il suo primo test nucleare. Inizia la corsa agli armamenti. |          |
| 1953 | 2                      | 23:58    | −1                   | Si sviluppa la bomba all'idrogeno, prima da parte degli USA e nove mesi dopo dall'URSS. Nell'ottobre 1952 un test termonucleare distrugge un atollo nell'Oceano Pacifico. |          |
| 1960 | 7                      | 23:53    | +5                   | L'opinione pubblica percepisce l'aumento di un pericolo nucleare. Le grandi potenze cercano, per la prima volta, un accordo diplomatico per non entrare in conflitto. |          |
| 1963 | 12                     | 23:48    | +5                   | Viene siglato il Partial Test Ban Treaty, il trattato sulla messa al bando dei test nucleari. |          |
| 1968 | 7                      | 23:53    | −5                   | La guerra del Vietnam si intensifica, la regione mediorientale diventa instabile: conflitto India-Pakistan del 1965 (Kashmir) e guerra arabo-israeliana del 1967. Cina e Francia si dotano di armamenti nucleari. |          |
| 1969 | 10                     | 23:50    | +3                   | Viene firmato il trattato di non proliferazione nucleare da molte nazioni del mondo. Non aderiscono Israele, India e Pakistan. |          |
| 1972 | 12                     | 23:48    | +2                   | Firmati i trattati SALT I ed il trattato anti missili balistici. |          |
| 1974 | 9                      | 23:51    | −3                   | Primo test nucleare da parte dell'India (Smiling Buddha). |          |
| 1980 | 7                      | 23:53    | −2                   | Si interrompono i colloqui diplomatici fra USA e URSS. Si rafforza l'idea che un armamento nucleare sia indispensabile alla sicurezza nazionale. |          |
| 1981 | 4                      | 23:56    | −3                   | L'URSS invade l'Afghanistan, gli USA boicottano i giochi olimpici di Mosca 1980. L'intensificazione della corsa alle armi e guerre in Afghanistan, Sudafrica e Polonia accrescono la tensione mondiale. |          |
| 1984 | 3                      | 23:57    | −1                   | Il dialogo fra le due super-potenze si interrompe. L'URSS boicotta i giochi olimpici di Los Angeles 1984. Il presidente Reagan spinge per un riarmo nucleare definendo i sovietici L'impero del male. |          |
| 1988 | 6                      | 23:54    | +3                   | Dialogo fra Ronald Reagan e Michail Gorbačëv. USA e URSS firmano l'Intermediate-Range Nuclear Forces Treaty. |          |
| 1990 | 10                     | 23:50    | +4                   | Cade il muro di Berlino. Alcune nazioni dell'Europa dell'est diventano indipendenti dall'URSS. |          |
| 1991 | 17                     | 23:43    | +7                   | Viene firmato il trattato di riduzione delle armi strategiche. L'URSS viene sciolta, finisce la guerra fredda. È il periodo in cui le lancette hanno raggiunto la massima distanza dalla mezzanotte. |          |
| 1995 | 14                     | 23:46    | −3                   | Iniziano i problemi politici e sociali nelle repubbliche che hanno ottenuto l'indipendenza dall'URSS. La spesa militare non si è ridotta dopo la guerra fredda. Il governo russo non riesce a garantire la sicurezza totale sugli armamenti nucleari, che potrebbero quindi finire sul mercato nero. |          |
| 1998 | 9                      | 23:51    | −5                   | India e Pakistan effettuano test nucleari. USA e Russia mantengono 7000 testate nucleari pronte ad essere lanciate in 15 minuti. |          |
| 2002 | 7                      | 23:53    | −2                   | C'è un piccolo progresso nel disarmo nucleare globale, ma gli Stati Uniti rifiutano una serie di trattati sul controllo delle armi e annunciano la loro intenzione di uscire dall'Anti-Ballistic Missile Treaty; più organizzazioni di terroristi tentano di acquistare armi nucleari, hanno luogo gli eventi dell'11 settembre, con l'attentato al Pentagono e al World Trade Center di New York. |          |
| 2007 | 5                      | 23:55    | −2                   | La Corea del Nord effettua test nucleari. La comunità internazionale teme che anche l'Iran possa dotarsi di armi nucleari. USA e Russia mantengono testate nucleari pronte per essere lanciate in pochi minuti. Per la prima volta fra le motivazioni non vengono citati solo pericoli derivati dal nucleare, ma anche dai mutamenti climatici in atto nel nostro pianeta. |          |
| 2010 | 6                      | 23:54    | +1                   | Si ravvisano accenni di collaborazione degli USA, della Russia, dell'Unione europea, dell'India, della Cina, del Brasile che testimoniano una crescente volontà politica di affrontare sia il terrore delle armi atomiche che il cambiamento climatico fuori controllo. |          |
| 2012 | 5                      | 23:55    | −1                   | Il promesso controllo politico sulle riserve di armi nucleari viene a mancare, aumenta il potenziale globale di una probabile guerra nucleare, diminuisce la sicurezza sul nucleare, aumentano e si aggravano i cambiamenti climatici. |          |
| 2015 | 3                      | 23:57    | −2                   | Il rapido cambiamento climatico, la proliferazione e modernizzazione globale degli armamenti atomici continuano a costituire un enorme rischio per l'esistenza dell'intera umanità, e i leader politici hanno fallito nell'agire per proteggere la popolazione dall'imminente catastrofe. |          |
| 2017 | 2:30                   | 23:57:30 | −1⁄2 (30 s)          | La crescita dei nazionalismi, le dichiarazioni del neo-presidente statunitense Donald Trump sulle armi nucleari, il rischio di una nuova corsa agli armamenti tra Stati Uniti e Russia e lo scetticismo della nuova amministrazione statunitense verso il cambiamento climatico creano tensioni a livello globale. È la prima variazione di scala inferiore al minuto nella storia dell'orologio dell'apocalisse. |          |
| 2018 | 2                      | 23:58    | −1⁄2 (30 s)          | I leader mondiali non sono riusciti a contrastare le minacce di guerra nucleare e il cambiamento climatico. |          |
| 2020 | 1:40 (100 s)           | 23:58:20 | −1⁄3 (20 s)          | Il continuo riarmo nucleare, e la mancanza di azioni da parte delle grandi potenze nel contrastare i cambiamenti climatici, segnano un nuovo record all'avvicinamento dell'orologio alla mezzanotte. |          |
| 2023 | 1:30 (90 s)            | 23:58:30 | −1⁄6 (10 s)          | La Russia continua la sua invasione in Ucraina mentre la NATO fornisce armamenti a quest'ultima con l'aumento del rischio di escalation nucleare derivante dal conflitto. L'ultimo trattato sulle armi nucleari rimasto tra Russia e Stati Uniti, New START, scadrà nel febbraio 2026. La Russia ha anche portato la sua guerra ai siti dei reattori nucleari di Černobyl' e Zaporižžja, violando i protocolli internazionali e rischiando il rilascio diffuso di materiali radioattivi. Anche la Corea del Nord ha ripreso la sua retorica nucleare, lanciando un test missilistico balistico a raggio intermedio sul Giappone nell'ottobre 2022. Le continue minacce poste dalla crisi climatica e il crollo delle norme e delle istituzioni globali istituite per mitigare i rischi associati all'avanzamento delle tecnologie e delle minacce biologiche come anche il COVID-19 ha contribuito all'impostazione dell'ora. |          |
| 2025 | 1:29 (89 s)            | 23:58:31 | −1⁄60 (1 s)          | Nel 2024 l'umanità si è avvicinata sempre più alla catastrofe. Le tendenze che hanno profondamente preoccupato il Comitato per la scienza e la sicurezza de "The Bulletin of the Atomic Scientists" sono proseguite e, nonostante i segnali inequivocabili di pericolo, i leader nazionali e le loro società non sono riusciti a fare ciò che è necessario per cambiare rotta. Di conseguenza, ora spostiamo il Doomsday Clock da 90 secondi a 89 secondi alla mezzanotte, il momento più vicino alla catastrofe. La nostra speranza è che i leader riconoscano la situazione esistenziale del mondo e intraprendano azioni coraggiose per ridurre le minacce poste dalle armi nucleari, dal cambiamento climatico e dal potenziale abuso della scienza biologica e di una serie di tecnologie emergenti. Avvicinando l'orologio di un secondo alla mezzanotte, inviamo un segnale forte: Poiché il mondo è già pericolosamente vicino al precipizio, uno spostamento anche di un solo secondo dovrebbe essere considerato un'indicazione di pericolo estremo e un avvertimento inequivocabile che ogni secondo di ritardo nell'invertire la rotta aumenta la probabilità di un disastro globale. |          |

## Nella cultura di massa
- Seven Minutes to Midnight, un singolo del 1980 di Wah! Heat, si riferisce al cambiamento di quell'anno Orologio dell'apocalisse da nove a sette minuti a mezzanotte.
- L'LP Red Sails in the Sunset del 1984 della rock band australiana Midnight Oil contiene una canzone chiamata Minutes to Midnight e la copertina dell'album mostra una rappresentazione aerea di Sydney dopo un attacco nucleare. Nel 1984, il cantante Peter Garrett si candidò per un seggio al Senato australiano come candidato per il Nuclear Disarmament Party. Da allora è stato eletto alla Camera dei rappresentanti australiana come membro del Labor Party e, in seguito, ha servito come Ministro dell'Ambiente.
- Il titolo della canzone degli Iron Maiden del 1984 2 Minutes to Midnight è un riferimento al Doomsday Clock.[22][23]
- L'orologio dell'apocalisse appare all'inizio del video musicale del 1985 di Russians di Sting.
- Il racconto del 1986 La fine del gran casino di Stephen King incluso nell'antologia Incubi & deliri si riferisce al Doomsday Clock fissato a quindici secondi prima di mezzanotte a causa dell'elevata tensione geopolitica.
- L'orologio dell'apocalisse è un tema visivo ricorrente nella serie di romanzi a fumetti Watchmen (1986-1987) di Alan Moore and Dave Gibbons, nel suo adattamento cinematografico del 2009 e nel sequel della miniserie televisiva del 2019.[23] Inoltre, la sua serie sequel, che si svolge nell'universo DC principale, prende in prestito il titolo.
- Il titolo dell'album Minutes to Midnight dei Linkin Park del 2007 è un riferimento al Doomsday Clock.[24]
- Nella canzone dei Flobots The Circle in the Square, il testo dice "l'orologio è ora le 11:55 sulla lancetta grande", che era l'impostazione dell'orologio dell'apocalisse nel 2012, quando la canzone è stata pubblicata.
- Il titolo dell'episodio di Doctor Who del 1982 Four to Doomsday fa riferimento al Doomsday Clock. Nell'episodio del 2017 The Pyramid at the End of the World, i monaci hanno cambiato ogni orologio del mondo a tre minuti a mezzanotte come avvertimento su cosa accadrà se l'umanità non accetta il loro aiuto. I rappresentanti dei tre eserciti più potenti della Terra (quelli di USA, Cina e Russia) hanno deciso di non combattersi, credendo che una potenziale guerra sia la catastrofe. Tuttavia, l'orologio continuava a visualizzare due minuti fino a mezzanotte. Dopo che il Dottore ha evitato la vera catastrofe - un disastro batteriologico accidentale, l'orologio inizia a tornare indietro.[25]
- L'orologio dell'apocalisse è presente in What if Women Ruled the World di Yael Bartana, presentato in anteprima il 5 luglio 2017 al Manchester International Festival.[26]
- Un minuto a mezzanotte sul Doomsday Clock è ampiamente citato nella canzone crossover grime/punk Effed del rapper di Nottingham Snowy e Jason Williamson degli Sleaford Mods. A causa del contenuto politico del brano, c'è stata una riluttanza iniziale da parte delle stazioni radio tradizionali a riprodurre il brano prima delle elezioni generali del Regno Unito del 2019. Tuttavia, il brano è stato successivamente sostenuto da numerosi DJ della BBC Radio, incluso l'innovatore punk Iggy Pop.[27][28][29]
- Nell'episodio Il Bunker della 13ª stagione di Criminal Minds, i soggetti ignoti rapiscono le donne usando il Doomsday Clock.
- L'episodio On the Clock della seconda stagione di Madam Secretary presenta l'orologio dell'apocalisse mentre i personaggi cercano di impedirgli di andare avanti.
- In un episodio di La donna chiamata Fujiko Mine, serie spin-off di Lupin III, l'orologio compare più volte, e si vedono le sue lancette avvicinarsi alla mezzanotte sempre più, per poi tornare indietro alla fine dello stesso.